# یواس‌اس دیترویت (سی‌ال-۸)
یواس‌اس دیترویت (سی‌ال-۸) (به انگلیسی: USS Detroit (CL-8)) یک کشتی بود که طول آن ۵۵۵ فوت ۶ اینچ (۱۶۹٫۳۲ متر) بود. این کشتی در سال ۱۹۲۲ ساخته شد.